# Louisa Thiers
Louisa Kirwan Thiers (nascida Capron; 2 de outubro de 1814 – 17 de fevereiro de 1926) foi uma supercentenária americana. Ela foi a primeira pessoa no mundo a atingir a idade verificada de 111 anos, e foi a decana da humanidade quando ela morreu aos 111 anos e 138 dias.

## Biografia
Louisa nasceu em Whitesboro, Condado de Oneida, Nova Iorque. Era filha do soldado Seth Capron, veterano da Guerra da Independência, e de sua esposa Eunice Mann Capron, também era a irmã do famoso agrônomo Horace Capron. 
Ela se casou com David Bodine Tears (cujo nome foi posteriormente mudado para "Thiers") em 1847. Tiveram cinco filhos, dos quais um morreu na infância.
Aos 108 anos, lembrou-se da abertura do Canal de Erie, montado numa das primeiras ferrovias a vapor em Nova Iorque, e de ver o Cometa Halley duas vezes. Ela também estava interessada em eventos atuais, como a defesa da emancipação das mulheres. Aos 111 anos, ela afirmou que "você não pode misturar amor e uma carreira" e que "a maternidade é uma das maiores bênçãos que podem vir a qualquer mulher".

## Longevidade
Ela atribui sua longevidade a uma dieta saudável, muito sono, exercícios, manter a satisfação com a vida, ser feliz e fazer os outros felizes. Ela alcançou a idade de 111 anos em 2 de outubro de 1925 e morreu em Milwaukee alguns meses depois. Sua idade foi superada no mesmo ano pela americana Delina Filkins.